# Charles-François de Broglie

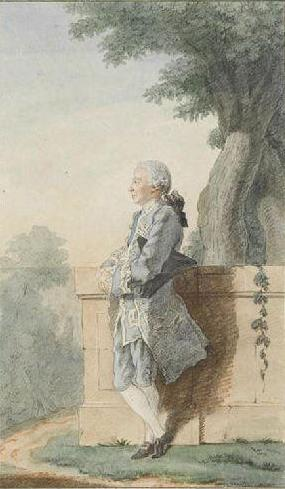
Charles-François de Broglie

Charles-François de Broglie, comte de Broglie, marquis de Ruffec (* 20. August 1719; † 16. August 1781) war ein französischer Diplomat aus der Familie de Broglie.
Charles-Francois war ein Sohn des Marschalls François-Marie de Broglie und ein Bruder des Marschalls Victor-François de Broglie.
Er wurde 1752 Gesandter am Hof des Königs August III. von Polen und bemühte sich im geheimen Auftrag des Königs Ludwig XV., dem Prinzen von Conti den Weg zum polnischen Thron zu bahnen, wurde aber durch die Intrigen seiner Gegner von seinem Posten verdrängt und diente daher seit 1758 im Siebenjährigen Krieg im Korps seines Bruders, des Herzogs von Broglie. Auch im Lager setzte er die geheime Korrespondenz mit dem König fort.
1762 wurde er in den Sturz seines Bruders verwickelt und auf seine Güter verbannt, behielt aber die Leitung der geheimen Diplomatie in der Hand, welche sich besonders um die polnischen Angelegenheiten und die Vorbereitung einer Landung in England drehte.
1764 wurde er an den Hof zurückgerufen, aber 1773 auf Aiguillons Betreiben zum zweiten Mal verwiesen. Nach Ludwigs XV. Tod begnadigt, starb er am 16. August 1781.